# Porphyrinia bulla
Porphyrinia bulla är en fjärilsart som beskrevs av Swinhoe 1884. Porphyrinia bulla ingår i släktet Porphyrinia och familjen nattflyn. Inga underarter finns listade i Catalogue of Life.